# Valentin Spasov
Valentin Spasov (in bulgaro Валентин Спасов?; Sofia, 16 aprile 1946) è un ex cestista bulgaro.

## Carriera
Con la Bulgaria ha disputato i Campionati europei del 1965 e i Giochi olimpici di Città del Messico 1968.